# He Wanted to Propose, But -
He Wanted to Propose, But - è un cortometraggio muto del 1912 diretto da Frank Wilson.
Non si conoscono altri dati del film che, prodotto dalla Hepworth, fu distrutto nel 1924 dallo stesso produttore. Cecil M. Hepworth, in gravi difficoltà finanziarie, giunse a tanto per poter recuperare il nitrato d'argento della pellicola.

## Trama
Un pretendente alla mano di una ragazza viene continuamente interrotto mentre sta cercando di fare la sua proposta di matrimonio.

## Produzione
Il film fu prodotto dalla Hepworth.

## Distribuzione
Distribuito dalla Hepworth, il film - un cortometraggio di 145 metri - uscì nelle sale cinematografiche britanniche nell'aprile 1912.